# Alfius
Alfius é um gênero de artrópodes pertencente à família Chrysomelidae.

## Espécies
- Alfius pictipennis (Lea, 1929)